# James Talbot
James Talbot (n. 1726; m. 1790) fue el último sacerdote inglés católico en ser acusado ante los tribunales por decir misa.
Fue el cuarto hijo de George Talbot y hermano del decimocuarto Earl of Shrewsbury y educado en el English College at Douai, para el que fue un gran benefactor. En 1759, a los 33 años, fue consagrado Coadjutor bishop por el Dr. Challoner. Durante su episcopado fue llevado a juicio, debido a la información presentada por el conocido informante Payne, en 1769 y 1771 respectivamente. En ambos casos fue absuelto por falta de evidencias, pero el juez, Lord Mansfield, estaba plenamente de su lado, por ello, aunque a su vez no estaba de parte de los católicos, su casa fue saqueada durante las Gordon Riots en 1780. 
Tras el fallecimiento del obispo Challoner en 1781, el obispo James Talbot se convirtió en vicario apostólico del distrito londinense, durante nueve años. Vivió una vida retirada en Hammersmith, con sus obras benéficas se ganó el sobrenombre de "the Good Bishop Talbot" ("el buen obispo Talbot"). Su principal ocupación durante estos años fue el cierre de la compra de una propiedad en Old Hall, Hertfordshire, donde tenía una academia preparatoria que luego se convertiría en el St. Edmund's College. La ley penal contra los colegios católicos todavía existía y el obispo Talbot fue amenazado de nuevo con el encarcelamiento; pero se las apañó para evitar el castigo. Durante sus últimos años de vida el Comité Católico estaba en problemas. Para controlarlo, el obispo Talbot permitió que le eligieran como miembro; pero pronto se hizo evidente que los legos estaban bajo control. La crisis, sin embargo, no había llegado cuando Talbot murió en su casa de Hammersmith.